# Sejm zwyczajny 1740
Sejm 1740 – sejm zwyczajny I Rzeczypospolitej, został zwołany 12 czerwca 1740 roku do Warszawy.
Sejmiki Przedsejmowe w województwach odbyły się 22 sierpnia 1740 roku. Marszałkiem sejmu obrano Kazimierza Karwowskiego, stolnika bielskiego. 
Obrady sejmu trwały od 3 października do 13 listopada 1740 roku.